# ساموئل سارگسیان (کارآفرین)
ساموئل فرونزیکی سارگسیان (ارمنی: Սամվել Ֆրունզիկի Սարգսյան؛ زادهٔ ۱۷ ژوئیهٔ ۱۹۶۶) یک سیاستمدار، و کارآفرین اهل ارمنستان است که از تاریخ ۲۰۰۷ تا تاریخ ۲۰۱۲ سمت نمایندگی دوره چهارم مجلس ملی جمهوری ارمنستان را برعهده داشت.

## زندگی‌نامه
در ۱۷ ژوئیهٔ ۱۹۶۶ در آغاونادزور به دنیا آمد و از دانشگاه ملی علوم کشاورزی ارمنستان (۱۹۹۲) فارغ‌التحصیل شد. وی همچنین برنده مدال به خاطر خدمت سرزمین مادری شده است.